# Frank Sturdy Sinnatt
Frank Sturdy Sinnatt CB FRS (4 de mayo de 1880 – 27 de enero de 1943) fue un ingeniero de combustibles británico.

## Biografía
Sinnatt nació el 4 de mayo de 1880 en Saint Helier en Jersey, el mayor de dos hermanos y una hermana. Su padre era periodista, Francis Sinnatt, y su madre Sarah Sturdy, de una familia de fabricantes de textiles en Lancashire. La familia se mudó a Manchester cuando Sinnatt aún era un niño. Allí asistió a la Central High School y obtuvo una beca para ingresar en la Manchester School of Technology en 1897 para estudiar Química. En 1900 se convirtió en demostrador de Química Orgánica antes de ser nombrado Profesor Asistente de Química Aplicada.
Rápidamente, Sinnatt se centró en el estudio del carbón como tecnología. Sirvió brevemente con la Brigada Especial, en Francia, en 1915, pero regresó a casa herido. Para 1918, estableció la Asociación de Investigación del Carbón de Lancashire y Cheshire, convirtiéndose en su primer director. En 1924, fue nombrado Director de Investigación de Combustibles en el Departamento de Investigación Científica e Industrial, y pasó a ser Director en 1931. Apoyó el proyecto para medir los recursos de carbón de Gran Bretaña (The Coal Survey), convirtiéndose en su Superintendente en 1924. Además de su trabajo en el establecimiento del Coal Survey, también estuvo muy involucrado con el trabajo de la Estación de Investigación de Combustibles en Greenwich. Alrededor de esta época, se casó con su esposa, Louise Midgley Badger.
Fue nombrado CB en los Honores de cumpleaños de 1935. Fue elegido Miembro Extranjero de la Real Academia Sueca de Ingeniería en 1935 y Fellow of the Royal Society en 1938. Falleció de bronquitis en 1943 en Greenwich.